# سانت تروند
سانت تروند (بالإنجليزية: Sint-Truiden)‏ مدينة تقع في ليمبورغ في بلجيكا. يبلغ عدد سكان المدينة 39,309 نسمة حسب إحصاء سنة 2010. بينما تبلغ مساحتها 87.85 كيلومتر مربع.

## أعلام
- هيلغا ستيفنز
- سيمون مينيوليه
- تيموثي ستيفنز
- فوتر فرانشين
- مارك سيرجنت
- ألفونس بيتيرس
- برام بوغارت

## وصلات خارجية
- الموقع الرسمي (بالهولندية)